# Capilla de la Divina Pastora (Cádiz)
La capilla de la Divina Pastora está situada en la calle Sagasta de la ciudad de Cádiz (Andalucía, España). Es de estilo barroco. Es el primer templo del mundo dedicado al título de Pastora.

## Historia
La capilla fue promocionada y fundada en 1736 por Fray Isidoro de Sevilla y con la aprobación y constancia del Obispo Fray Tomás del Valle a instancias de la misma Compañía del Rosario que fundara en 1733 en el Convento de Santa María con el título de "Compañía Espiritual del Santísimo Rosario de María Santísima Inmaculada y Divina Pastora de las Almas y Glorioso San Miguel Arcángel" que más tarde tornara en Archicofradía a su agregación a la Orden Hospitalaria del Espíritu Santo, La Capilla que toma el rango de Santuario por la gran devoción e importancia que en tiempos tuvo su sagrada Titular fue dedicada a la Divina Pastora, para establecer en ella una de las Compañías Espirituales del Stmo. Rosario, que fueron fundados por el capuchino fray Pablo de Cádiz. 
El Buen Pastor fue una de las figuras simbólicas más extendidas en los primeros tiempos del cristianismo y ha perdurado con fuerza hasta nuestros días. La Divina Pastora no es otra cosa que la Virgen María en el papel que Jesucristo le encomendó desde el árbol santo de la cruz. Se representa a la Virgen con atuendo pastoril, cayado alto, sombrero de ala ancha, a veces vuelta, con o sin el Divino Infante y rodeada de corderos, que simbolizan al género humano.
Esta advocación, muy de la época, fue prodigándose en la iconografía, particularmente en imágenes vestidas, muchas veces en composiciones dentro de típicos fanales de vidrio.
El 24 de noviembre de 1734, fray Isidoro de Sevilla, solicita al Ayuntamiento un sitio donde poder construir una capilla, y este, por acuerdo de 19 de enero de 1735, le concedió un terreno frente al Convento de Religiosas de Santa María.
A fray Isidoro no le gustaba el sitio, debido a los temporales que combatían, por lo que pidió permiso al Ayuntamiento para venderlo y comprar otro, hecho que se consuma en el campo de las Cererías de la entonces calle de Capuchinos, comenzando las obras este mismo año.
En 1736 se levantó una primera construcción, que al año siguiente es sustituida por la actual, que a su vez sufrió varias reformas en su estructura. Entre 1754 y 1755 se reformó la cúpula y se añadieron las capillas laterales; en 1757 se eleva la espadaña y en 1762 se termina el conjunto de las obras levantándose la portada.
El 16 de julio de 1964, el obispo Antonio Añoveros, erigió esta capilla en parroquia, cuya inauguración, el 8 de diciembre de 1965, coincidiría con la clausura del Concilio Vaticano II, siendo encomendada a los Padres Capuchinos a través de su primer párroco, José Araujo González. El vicario general, Dr. Álvarez Moya, el P. Provincial de los Capuchinos de Andalucía y otros sacerdotes concelebraron la Santa Misa en la parroquia de San Lorenzo, de donde salió procesionalmente el Stmo. Sacramento para quedar definitivamente en el nuevo templo parroquial.

## Características

### Fachada
La fachada de la capilla está resuelta según una portada central, que forma como un cuerpo adelantado hacia la calle y sobresaliendo del plano de la propia fachada. Esta portada tiene tres huecos superpuestos, abultados en sus trazados y con una pequeña figura en las claves. El hueco inferior es la puerta de entrada de medio punto, adornada con la figura de un ángel, que simula sostener unas molduras, las cuales vienen a entroncar con la repisa que, en el hueco superior, sirve de apoyo a una imagen de la Virgen titular. Este hueco también es de medio punto; sus jambas descansan en peanas y está adornado con la figura de una cabeza de león. El último hueco, adornado con una cabeza de ángel con una hoja de fondo, es un óculo circular ajustado por sus costados con sendas volutas, gruesas y grandes abajo, con quiebro para apoyo de copas, y de pequeño tamaño en lo alto.
Flanqueando la portada hay una composición de pilastras cajeadas que sostienen todo un jugoso entablamento, el cual viene a coronar la fachada formando, en definitiva, un enjundioso orden corintio dentro de los libérrimos cánones de la ornamentación y disposición barroca.
Entre las parejas de pilastras de cada lado de la portada, se ven, a la altura de la vista, unas pequeñas capilletas que, protegidas con rejas por delante y con breves tejadillos de pizarra por lo alto, están dispuestas para exponer imágenes de devoción.
Sobre el ángulo izquierdo y montado sobre el peto que culmina la fachada, se levanta el campanario, resuelto en espadaña doble mediante dos planos que forman un diedro, cuya arista coincide con el borde o límite de la construcción de la capilla. La espadaña está articulada mediante pilastras toscanas, entre las que se abren vanos de medio punto enmarcados por baquetones mixtilíneos. Esta espadaña lleva dos campanas, una en cada plano. Es como el acento barroco de toda la composición arquitectónica.

### El interior
Lo que más sorprende nada más entrar en el recinto es la gran altura de espacio en comparación con la poca superficie de suelo. Esta impresión se acrecienta con los fantásticos retablos de madera tallada, que dominan los límites del espacio dejando tan sólo al descubierto de la arquitectura los soportes y arcos –totalmente desprovistos de ornato—, los cuales apoyan la bóveda de media naranja. Esta bóveda, también sin adorno alguno, está rodeada, en su arranque, por una sencilla barandilla de hierro. 
La planta de la capilla habría que considerarla como de cruz griega. Se cubre mediante bóvedas de medio cañón en los brazos y cúpula sobre pechinas en el crucero, disponiéndose tribunas sobre las capillas laterales y atrio. En el cabecero, el presbiterio con su altar mayor, que tiene un inmenso retablo que forra materialmente el fondo, paredes y techo. En los brazos, otros dos enormes retablos que vuelven a cubrir por completo la pared.
La entrada se hace bajo el coro alto, cuya barandilla abalaustrada se prolonga por los lados de la capilla hasta llegar al altar mayor.

### Retablo mayor
El altar mayor se desarrolla según un fantástico retablo, dividido en tres calles, separadas por estípites. La calle central se abre de modo escénico para dar vista a la imagen titular de la Divina Pastora, la cual, en su camarín, con iluminación contrastada, puede destacar de todo el acompañamiento de santos y santas, ángeles y arcángeles, que se sitúan estratégicamente sobre rizadas peanas, difíciles pilastras, ensortijadas curvaturas, perdidos entre rica hojarasca, escudetes, pilastrillas, estípites, perifollos y un laberinto de impostas, molduras, arquitrabes, frisos y cornisas de este ejemplar de madera tallada. La imagen de la Divina Pastora, fechable hacia 1730, se atribuye a José Montes de Oca. En las calles laterales se sitúan las imágenes de San José y San Francisco de Paula y en el ático el arcángel San Miguel, flanqueado por San Antonio y San Bernardino. Arriba, en todo lo alto, el Padre Eterno bendice tan prodigiosa exaltación. Fue realizado en madera dorada a partir de 1753 por Julián Jiménez. 
En los muros laterales se disponen sendas tribunas con hornacinas, que contienen las tallas de San Servando y San Germán. Sobre las pilastras exteriores se sitúan las de San Pedro y San Pablo que, al igual que el resto de la imaginería del retablo, son obras de Benito de Hita y Castillo, contemporáneas del retablo y que forman uno de los conjuntos más destacados de la producción de este escultor sevillano.
Los testeros del crucero están ocupados por sendos retablos de características similares y traza relacionada con la del retablo mayor; también realizada por Julián Jiménez a partir de 1760, si bien en este caso no llegaron a dorarse, imitando su policromía decimonónica diversos tonos de jaspe. El de la izquierda está presidido por el crucificado del Buen Viaje, obra italiana del siglo XVIII. El de la derecha está presidido por la imagen de San Cristóbal, que destaca por su propia escala y por la satisfecha arrogancia de transportar al Niño. También pertenece al escultor sevillano Hita y Castillo, al igual que el resto de las esculturas y relieves que decoran estos retablos, entre las que sobresale un San Sebastián, de valiente resolución. Julián Jiménez y Benito de Hita y Castillo son también los autores del elaborado florón de la cúpula, en el que se representan diversos ángeles niños portando ovejas.
Como curiosidad deben notarse los confesionarios: están resueltos mediante unas puertas con su rejilla, que se insertan en los propios retablos formando parte de los mismos una vez replegadas aquellas.
Se conservan en la capilla la cruz de guía y el simpecado pertenecientes a la Archicofradía de la Divina Pastora. Ambas piezas, realizadas hacia 1763, son de plata repujada y siguen diseños de Julián Jiménez, decorándose el extraordinario simpecado con un bajorrelieve en madera policromada, que representa la titular de dicha corporación, obra debida a Benito de Hita y Castillo, mientras que las rocallas de plata que cubren casi toda su superficie se deben al orfebre Llamas.

### La cúpula
Finalmente, hay que hacer mención de la cúpula multicolor que cubre la bóveda de la capilla. Esta cúpula recubierta de azulejos con dibujos geométricos de colores y tejas lomudas o árabes vidriadas, también en colores, es un caso tanto singular. Hay un precedente en el propio Cádiz, que es la Catedral Vieja, cuyas bóvedas esquifadas están tapizadas también con azulejería de variopintos modelos, resultando algo un tanto insólito sin paralelo cercano.
Cúpulas recubiertas de tejas vidriadas las hay abundantes en Sevilla y bien podría esta de la Pastora tener algún parentesco con la obra del maestro Leonardo de Figueroa. Pero, no obstante, la cúpula de la Pastora y, muy en particular, el diseño del remate hacen pensar en algo de difícil entronque. Miguel Martínez del Cerro dice en su obra “Un paseo por Cádiz” que este remate de la cúpula parece mexicano y casi chino.
El remate de la cúpula se ha terminado de forma un tanto caprichosa, con una falsa linterna quebrada, todo revestido de piezas cerámicas vidriadas. En los azulejos se ve el tema de la estrella de ocho picos en blanco sobre fondo de color, utilizado también en el remate de la cupulita de la salida a la azotea de la capilla del Sagrario de la Catedral Vieja.